# Привольное (Черниговская область)
Привольное (укр. Привільне) — село в Сновском районе Черниговской области Украины. Население 31 человек. Занимает площадь 0,44 км².
Код КОАТУУ: 7425883505. Почтовый индекс: 15260. Телефонный код: нет линии

## Власть
Орган местного самоуправления — Низковский сельский совет. Почтовый адрес: 15260, Черниговская обл., Сновский р-н, с. Низковка, ул. Победы, 56.